# Fenimorea culexensis
Fenimorea culexensis é uma espécie de gastrópode do gênero Fenimorea, pertencente a família Drilliidae.